# Świrany (sielsowiet Komaje)
Świrany – dawny majątek. Tereny, na których był położony, leżą obecnie na Białorusi, w obwodzie witebskim, w rejonie postawskim, w sielsowiecie Komaje.

## Historia
Świrany były rodową posiadłością wojewody wileńskiego Jana Dowgirda (zm. 1443). Po jego śmierci przeszły w ręce Andrzeja Dowgirdowicza (Andruszki).
W czasach zaborów dwór w okręgu wiejskim Świrany, w gminie Kobylnik, w powiecie święciańskim, w guberni wileńskiej Imperium Rosyjskiego. W 1866 roku liczył 4 mieszkańców w 1 domu, siedziba okręgu wiejskiego Świrany, własność Antonowiczów. W 1905 roku liczył 11 mieszkańców, 295 dziesięcin.
Po I wojnie światowej pod administracją polską, w Zarządzie Cywilnym Ziem Wschodnich. W latach 1920–1922 w składzie Litwy Środkowej.
Od 11 kwietnia 1922 folwark a następnie majątek leżał w Polsce, w województwie wileńskim, w powiecie święciańskim, od 1926 roku w powiecie postawskim, w gminie Kobylnik.
W 1931 w 1 domu zamieszkiwało 14 osób.
W 1938 roku miejscowość należała do gromady Świrany gminy Kobylnik.